# فلوریانو پیکسوتو
فلوریانو ویرا د آراجو پیکسوتو (به پرتغالی: Floriano Vieira de Araújo Peixoto) (زاده ۳۰ آوریل ۱۸۳۹ - درگذشته ۲۹ ژوئیه ۱۸۹۵) سرباز و سیاستمدار اهل برزیل و کهنه‌سرباز جنگ پاراگوئه و دومین رئیس‌جمهور برزیل بود.